# Western Area Urban
Het district Western Area Urban is gelegen in de provincie Western in Sierra Leone.